# Bessemer, Michigan
Bessemer är administrativ huvudort i Gogebic County i den amerikanska delstaten Michigan. Orten planlades 1884 och fick sitt namn efter Sir Henry Bessemer. Enligt 2020 års folkräkning hade Bessemer 1 805 invånare. I Bessemer används Central Standard Time. Detta gäller även resten av countyt och tre övriga countyn i delstaten som gränsar till Wisconsin.